# Dead By Sunrise
Dead by Sunrise fue una banda y proyecto alterno del vocalista de Linkin Park, Chester Bennington. Cuenta además con Ryan Shuck, Amir Derakh, Brandon Belsky y Elias Andra, de Julien-K. El grupo tiene influencias de grupos como Linkin Park, Julien-K y Orgy además de otros grupos y estilos suburbanos como el Indie rock o el Rock Alternativo. De momento han editado dos singles: Uno llamado «Crawl Back In» que salió a la venta el 18 de agosto de 2009, y otro llamado «Let Down», cuyo videoclip se difundió por internet entre el 5 y el 6 de noviembre de 2009.
Su primer álbum de estudio salió a la venta al público bajo el nombre de Out of Ashes, producido por Howard Benson (My Chemical Romance, Daughtry) , el 13 de octubre de dicho año.

## Historia
Dead by Sunrise comenzó a formarse en 2005, mientras que Chester Bennington estaba escribiendo canciones para el álbum de Linkin Park Minutes to Midnight. De acuerdo con Bennington, “He escrito algunas canciones que se sienten y suenan muy bien, pero sabía que no estaban hechas estéticamente para Linkin Park. Estas eran más oscuras que cualquier otra cosa que hiciera antes con la banda. Así que decidí trabajar en ellas por mi cuenta en lugar de entregarlas y las han convertido en temas de Dead by Sunrise”. Sin embargo, la fundación de Dead by Sunrise se sentaron mucho antes, cuando Shuck se reunió con Bennington durante la grabación del primer álbum Hybrid Theory de Linkin Park. En una entrevista, Shuck dijo “Yo siempre solía ir a su casa y escucharlo tocar la guitarra acústica. Y yo siempre pensaba, Oh Dios mío, éstas son tan buenas canciones.”↵El nombre de la banda, que anteriormente era “Snow White Tan”, refleja el tiempo durante la grabación del álbum. En una entrevista, Bennington declaró que: 
"Se me ocurrió el nombre de la banda debido a que en los inicios de hacer este álbum, yo estaba de fiesta ... lo vamos a llamar fiesta. Fue muy divertido, pero mucho de fiesta. Y había un montón de veces cuando yo estaba en una especie de autodestructivo lugar realmente, y a veces se sentía como que no estaban seguros si iban a llegar al día siguiente. El nombre de tipo evolucionado a partir de ese estilo de vida, y el título del disco, Out of Ashes, es una especie de salir de ese camino destructivo auto estaba encendido, y al levantarse de las cenizas, por así decirlo".
El 10 de mayo de 2008, Dead by Sunrise interpretó tres canciones ("Walking In Circles", "Morning After", y "My Suffering") en la fiesta de 13 aniversario de Club Tattoo en Tempe, Arizona. La canción titulada "Morning After" fue escrita por Chester Bennington y realizada originalmente el 9 de diciembre de 2001 en el concierto de Berlín Live in [4]. Esta fue la primera vez que Chester había "oficialmente" interpretó la canción bajo un nuevo nombre: Dead by Sunrise. Además, esta banda ha comenzado recientemente de gira con Linkin Park en Europa, Japón y América. En una entrevista con MTV, Bennington declaró que "estamos realmente saltando en medio del set de Linkin Park', jugando un par de canciones, a continuación, saltar y dejar LP terminar el set. "[3] Durante sus turísticos europeos debut de la banda se tomó un tiempo para enviar un mensaje a las Fuerzas Armadas Alemanas.

### Out of Ashes (2008 - 2009)
La grabación del álbum debut de la banda comenzó en julio de 2008 después de recorrer para Linkin Park había terminado.[6] Al trabajar simultáneamente en su álbum en solitario y de registro siguiente de Linkin Park, Bennington grabó Out of Ashes con el productor Howard Benson (quien también ha trabajado con My Chemical Romance, Daughtry, y al mismo tiempo Full Circle por Credo) y compañeros de Julien-K. Bennington escribió la mayoría de las canciones en una guitarra acústica antes de trabajar con su banda para formar de nuevo la pista en el hard rock, balada, o incluso la eliminación de todas las influencias del rock y la creación de un impulsada por la pista de sintetizador. su compañero de banda Mike Shinoda confirmó que Out of Ashes es "mucho más de un disco de rock de los álbumes de Linkin Park. Cabe señalar asimismo que Bennington participado en todos los aspectos de la creación de la grabación, incluyendo la programación y la producción.
Los videos se han filmado para "Crawl Back In"(8 de septiembre de 2009)[9] y "Let Down" con las canciones que actúa como álbum primero los dos singles. "Crawl Back In" ha llegado al lugar 11 en el Mainstream Rock.

### Carrera posterior, hiato y muerte de Chester Bennington (2010-2017)
En una entrevista de 2009 con Billboard , Bennington dijo que "esto no es algo para nosotros una sola vez. Cada cinco años, más o menos, podría imaginar que hubiera un disco de Dead By Sunrise". A pesar de esto, en 2010, afirmó que había una pequeña posibilidad de que se creara un nuevo álbum. El líder también señaló que debido a la nueva dirección de Linkin Park "se hace muy difícil elegir dónde irán las canciones que escribe".
El 4 de noviembre de 2011, la esposa de Bennington, Talinda, reveló que Dead by Sunrise actuará en el evento Gala de Estrellas de la Temporada de 2011, que se centró en recaudar donaciones para la rehabilitación pediátrica.
El 20 de abril de 2012, durante un concierto de Love and Death en un evento de The Whosoevers , Elias Andra anunció que en diciembre de 2011 había dejado la banda. Más tarde ese año, la banda reemplazó a Andra con Frank Zummo de Street Drum Corps. La banda ha estado inactiva desde esta vez.
El 20 de julio de 2017, el cantante principal Chester Bennington murió por suicidio en su casa en California. La banda hizo una declaración oficial en su página de Facebook el 29 de julio. Los miembros de la banda Ryan Shuck y Amir Derakh junto con el miembro de Gray Daze Mace Beyers se unieron para rendir tributo a Bennington en un concierto acústico el 2 de septiembre en Las Vegas.
Más tarde Ryan Shuck y Amir Derakh tomaron parte en el Linkin Park and Friends – Celebrate Life in Honor of Chester Bennington el 27 de octubre de 2017.

## Estilo
El estilo de la banda varia desde el Synth rock hasta el Post-grunge muy diferente al sonido de Linkin Park.El sonido de la banda es bastante suave como se puede escuchar en canciones como "Too Late","Into You" e "In The Darkness" y otras en cambio que son más pesadas como "Condemned"

## Discografía
- Out of Ashes - (2009)

## Miembros de la Banda
- Ryan Shuck - Guitarra, Coros
- Amir Derakh - Guitarra, Sintetizadores
- Brandon Belsky - Bajo
- Elias Andra - Batería
- Anthony "Fu" Valcic - Teclado

## Antiguos miembros
- Chester Bennington - Vocalista, guitarra, sintetizador